# 2005–2006-os magyar női vízilabda-bajnokság
A 2005–2006-os magyar női vízilabda-bajnokság a huszonharmadik magyar női vízilabda-bajnokság volt. A bajnokságban nyolc csapat indult el, a csapatok egy kört játszottak, majd az 1-4. és az 5-8. helyezettek az egymás elleni eredményt megtartva egymás közt még két kört. Az alapszakasz után a csapatok play-off rendszerben játszottak a végső helyezésekért.

## Alapszakasz
| #  | Csapat                     | M | Gy | D | V | G+  | G- | P  |
| -- | -------------------------- | - | -- | - | - | --- | -- | -- |
| 1. | Domino-Bp. Honvéd-Póló SC  | 9 | 9  | 0 | 0 | 132 | 65 | 18 |
| 2. | Dunaújvárosi Főiskola-ELCO | 9 | 6  | 0 | 3 | 118 | 74 | 12 |
| 3. | Hungerit-Szentesi VK       | 9 | 3  | 0 | 6 | 81  | 97 | 6  |
| 4. | BVSC-Turbo                 | 9 | 0  | 0 | 9 | 56  | 15 | 0  |
|    |                            |   |    |   |   |     |    |    |
| 5. | OSC-Cemelog                | 9 | 8  | 0 | 1 | 122 | 76 | 16 |
| 6. | Győri VSE                  | 9 | 6  | 0 | 3 | 102 | 96 | 12 |
| 7. | Villanó Fókák Kecskemét    | 9 | 2  | 1 | 6 | 73  | 90 | 5  |
| 8. | ZF-Egri VK                 | 9 | 1  | 1 | 7 | 61  | 96 | 3  |

* M: Mérkőzés Gy: Győzelem D: Döntetlen V: Vereség G+: Dobott gól G-: Kapott gól P: Pont

## Rájátszás

### 1–4. helyért
Elődöntő: Domino-Bp. Honvéd-Póló SC–BVSC-Turbo 16–6, 14–6 és Dunaújvárosi Főiskola-ELCO–Hungerit-Szentesi VK 11–8, 13–8
Döntő: Domino-Bp. Honvéd-Póló SC–Dunaújvárosi Főiskola-ELCO 8–7, 12–10, 11–6
3. helyért: Hungerit-Szentesi VK–BVSC-Turbo 14–7, 11–2

### 5–8. helyért
5–8. helyért: OSC-Cemelog–ZF-Egri VK 11–5, 8–7 és Győri VSE–Villanó Fókák Kecskemét 6–8, 10–9, 12–11
5. helyért: OSC-Cemelog–Győri VSE 9–7, 22–12
7. helyért: Villanó Fókák Kecskemét–ZF-Egri VK 8–6
A bajnok Bp. Honvéd játékoskerete: Beck Zsófia, Bujka Viktória, Győre Anett, Horváth Patrícia, Ipacs Barbara, Kiss Alexandra, Kisteleki Dóra, Papp Tímea, Pelle Anikó, Péteri Eszter, Porvay Janka, Tomaskovics Eszter, Tóth Ildikó, Tóth Lilla, Valkai Ágnes, edző: Györe Lajos